# Franko Seiner
Franko Seiner, eigentlich: Franz Josef Seiner, (* 18. März 1874 in Feldbach; † 18. April 1929 in Graz) war ein österreichischer Afrikaforscher, Autor und Politiker.

## Lebensweg

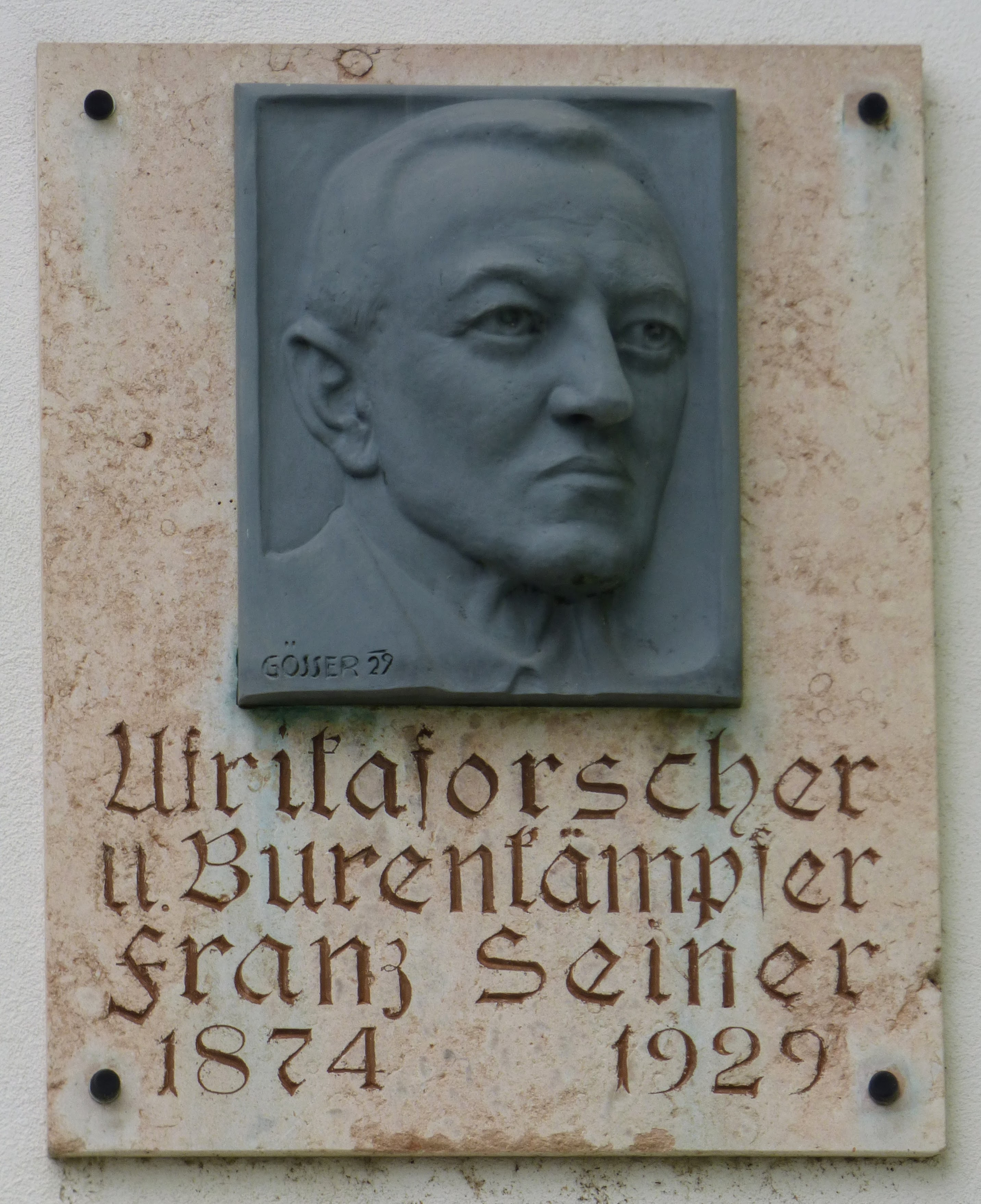
Gedenktafel in Feldbach

Seiner war der Sohn eines Kaufmanns und diente, nach dem Besuch der Mittelschule in Graz von 1892 bis 1896, beim steirischen Infanterieregiment 27. 1897 wurde er der Reserve zugeteilt, war aber auch bereits für das Grazer Tagblatt  und ab 1903 auch für die „Tagespost“ journalistisch tätig und hatte sich naturwissenschaftlichen Studien zugewandt.
1899 wurde er im slowenischen Celje als Führer der deutschen „Jungmannschaft“ in Krawalle mit Angehörigen des slowenischen nationalistischen Vereins „Sokol“ verwickelt und musste nach Neapel und Amsterdam flüchten, da seine Verhaftung drohte. Ende 1899 reiste er als Kriegsberichterstatter und Freiwilliger nach Südafrika, wo er – u. a. im österreichischen „Freiwilligenkorps Goldegg“ – an zahlreichen Gefechten des Burenkriegs gegen die Briten teilnahm. Im November 1900 kehrte er in seine Heimat zurück, da in der Zwischenzeit das Verfahren gegen ihn eingestellt worden war. Seiner veröffentlichte ein Tagebuch seiner Zeit in Südafrika. Anschließend ging er, teilweise finanziert mittels Stipendien u. a. vom deutschen Reichskolonialamt sowie der Deutschen Kolonialgesellschaft in Berlin, mehrfach nach Deutsch-Südwestafrika. Dort bereiste er 1903 das Damaraland und die Omaheke, 1905–07 den Caprivizipfel und den benachbarten britischen und portugiesischen Gebieten und 1910–12 erneut die Omaheke, um das Land zu erforschen und kartographische Aufnahmen zu machen. 1906 beschrieb er eine seltene Wüstenpflanze, eine Art aus der Familie der Sesamgewächse (Pedaliaceae), der nach ihm „Sesamothanus Seinerii“ benannt wurde. Durch den Ausbruch des Ersten Weltkriegs verlagerte Seiner seine Forschungen, über die er umfassend publizierte, Vorträge hielt und Stiftungen an Museen vornahm, auf Südosteuropa. 1915 wurde er Offiziersaspirant im Radfahrerbataillon „Graz“ und wurde 1916 zum Fronteinsatz nach Bosnien abkommandiert. Im Frühjahr 1917 wurde er als provisorischer Leiter des Statistischen Landesamtes sowie als Referent für Landesstatistik und Matrikenwesen beim 19. Korpskommando in das 1916 von der österreich-ungarischen Armee besetzte Albanien berufen, wo die ordnungsgemäße Durchführung einer Volkszählung in diesem Verwaltungsgebiet zu seinen Aufgaben zählte. Ende 1917 erhielt er die vollständige Leitung des Statistischen Landesamtes. Die Resultate der Volkszählung wurden von Seiner, entgegen der ursprünglichen Weisung, beim Rückzug alle Unterlagen zu vernichten, 1918 nach Österreich gebracht und im Rahmen der Balkan-Kommission der Akademie der Wissenschaften in Wien 1922 veröffentlicht. Nach Kriegsende war Seiner vorwiegend politisch tätig, zuletzt als steirischer Landesgeschäftsführer der Großdeutschen Volkspartei, zu deren Aufschwung er mit beitrug. Er war auch Gründer und Geschäftsführer der Gesellschaft für Geopolitik und Kolonisation.

## Werke (Auswahl)
- Ernste und heitere Erinnerungen eines deutschen Burenkämpfers, 2 Bde., 1902.
- Bergtouren und Steppenfahrten im Hererolande, 1904.
- Ergebnisse einer Bereisung des Gebiets zwischen Okawango und Sambesi (Caprivizipfel) in den Jahren 1905 und 1906, in: Mitteilungen aus den deutschen Schutzgebieten, Ausgabe XXII, 1909.
- Die wirtschaftsgeograph. und polit. Verhältnisse des Caprivizipfels (= Koloniale Abhh. 27/28), 1909.
- Trockensteppen der nördl. und mittleren Kalahari (= Vegetationsbilder 8/1), 1910.
- Beobachtungen und Messungen an Buschleuten, in: Zeitschrift für Ethnologie 44, 1912, H. 2.
- Pflanzengeographische Beobachtungen in der Mittel-Kalahari, in: Botanisches Jahrbuch für Systematik, Pflanzengeschichte und Pflanzengeographie 46, 1912, H. 2.
- Beobachtungen an den Bastard-Buschleuten der Nord-Kalahari, in: Mitteilungen der anthropologischen Gesellschaft in Wien, Ausgabe 43, 1913.
- Ergebnisse der Volkszählung in Albanien in dem von den österr.-ung. Truppen 1916–18 besetzten Gebiete. Hrsg.: Akad. der Wiss. in Wien. Schriften der Balkan-Komm., linguistische Abteilung, XIII, 1922.